# Toccata
La toccata è una forma musicale, inizialmente applicata al liuto e in seguito agli strumenti a tastiera, in particolar modo all'organo e al clavicembalo, che aveva la funzione di breve introduzione. Derivava da una ricerca musicale improvvisata sullo strumento: il termine infatti significa proprio "toccare" lo strumento e la toccata consiste perlopiù in ripetute scale e arpeggi ascendenti e discendenti con variazioni. Più di rado il nome è esteso ad opere per più strumenti, come nel caso dell'inizio dell'opera L'Orfeo di Claudio Monteverdi.

## Periodo rinascimentale
Questo modo musicale è apparso per la prima volta alla fine del periodo rinascimentale, circa nei primi decenni del XVI secolo. Ha avuto origine nell'Italia del nord. Molte pubblicazioni degli anni 1590 comprendono delle toccate, di compositori come Girolamo Diruta, Adriano Banchieri, Claudio Merulo, Andrea e Giovanni Gabrieli, Luzzasco Luzzaschi e Annibale Padovano.
Le prime toccate furono per liuto; la prima testimonianza del termine si trova nella raccolta "Intabolatura de leuto de diversi autori" (Milano, 1536) di Giovanni Antonio Casteliono: in questa vi sono quattro brani chiami Tochata di cui uno è di Francesco Canova da Milano.
Intorno alla seconda metà del XVI secolo la toccata ebbe un grande sviluppo a Venezia dove venne applicata solo al repertorio sacro ed eseguita quindi all'organo.
Le composizioni prevedevano veloci movimenti prima di una mano e poi dell'altra, con passaggi brillanti che scendono a cascata contrapposti ad un accompagnamento di un accordo con l'altra mano.
Andrea Gabrieli, zio di Giovanni Gabrieli, usa anche il termine "intonazione", che indica una toccata in forma ridotta che può andare dalle cinque alle venti battute; l'intonazione aveva lo scopo di preparare il coro al brano da eseguire: inizia con degli accordi e prosegue con delle scale. Le intonazioni in genere non venivano trascritte poiché potevano essere facilmente improvvisate; alcune sono raccolte nell'opera "Intonazioni d'organo di Andrea Gabrieli et di Gio: suo nepote [...] Composte sopra tutti li Dodici toni della Musica, libro primo" di Andrea Gabrieli pubblicato a Venezia nel 1593.
Le toccate per organo di Giovanni Gabrieli — probabilmente composte in giovane età — ci sono pervenute tramite dei manoscritti fatti da alcuni suoi allievi tedeschi.
Adriano Banchieri pubblicò a Venezia nel 1605 un trattato intitolato "L'organo suonarino" che trattava l'arte dell'intonazione improvvisata.
Claudio Merulo fu un altro organista e compositore vissuto nello stesso periodo. Le sue toccate furono stampate a Venezia su due tomi, il primo nel 1598 e il secondo nel 1604. La struttura delle toccate di Merulo intervallava sezioni improvvisate con sezioni fugate. Questa struttura a multi-sezioni fu la base di compositori successivi quali Johann Jakob Froberger, Dietrich Buxtehude e Johann Sebastian Bach.
Tra i compositori attivi nella Serenissima in quel periodo c'era anche il giovane Hans Leo Hassler, che studiò con il Gabrieli; fu lui a portare con sé questo modo in Germania e fu lì che la toccata raggiunse il vertice del suo sviluppo, con il culmine nell'opera di Johann Sebastian Bach più di cento anni dopo.
La toccata ebbe anche un notevole successo a Napoli tra la fine XVI e l'inizio del XVII secolo ed ebbe come noti compositori Ascanio Mayone e Giovanni Maria Trabaci, che trattarono le loro toccate in modo quasi clavicembalistico con grande originalità, unendo accordi con altre varie figure melodiche.

## Periodo barocco
La toccata barocca, che era iniziata con Girolamo Frescobaldi, è più articolata e di maggiore durata, intensità e di accresciuto virtuosismo rispetto alla versione tardo-rinascimentale. Essa raggiunge perfino livelli di stravaganza pari all'opprimente attenzione ai dettagli riscontrabili nell'architettura di quel periodo. Spesso compaiono passaggi rapidissimi inframezzati da salti e arpeggi, alternati con parti che prevedono accordi o fughe. A volte manca un tempo regolare, e ciò aumenta quel senso di improvvisazione che contraddistingue spesso questo genere musicale.
Altri compositori di toccate del periodo barocco, prima di Bach, includono Michelangelo Rossi, Johann Jakob Froberger, Jan Pieterszoon Sweelinck, Alessandro Scarlatti e Dietrich Buxtehude.
Le toccate di Bach sono tra gli esempi più famosi per questo tipo di composizione. Le sue toccate per organo sono composizioni brillanti che molto si prestano all'improvvisazione, spesso seguite da un movimento indipendente, chiamato fuga. In questo caso la toccata viene utilizzata al posto del più consueto preludio. Le sue toccate per clavicembalo sono opere composte da più parti, che includono anche una fuga nella struttura.
Sempre in epoca barocca Johann Pachelbel ha contribuito a consolidare il genere scrivendo una quindicina di toccate.

## Periodo romantico e successivi
Dopo il periodo barocco, le toccate compaiono meno frequentemente, anche se ci sono alcuni esempi degni di nota. Robert Schumann scrisse una toccata in Do maggiore per pianoforte solista, così come Maurice Ravel come sesto movimento della suite Le tombeau de Couperin. Sempre di questo periodo, altre note toccate per organo sono quella del finale della Sinfonia n. 5 di Charles-Marie Widor e la toccata in Sol maggiore di Théodore Dubois. Anche Sergej Prokof'ev nel 1912 scrisse una Toccata per pianoforte in Re minore op.11. Aram Chačaturjan nel 1932 scrisse una Toccata per pianoforte